# Luigi Riccardi
Pour les articles homonymes, voir Riccardi.
Luigi Riccardi, né le 8 octobre 1808 à Lyon et mort le 29 juin 1877 à Milan, est un peintre italien.

## Biographie
Luigi Riccardi est né le 8 octobre 1808 à Lyon.
Il est formé par Giuseppe Bisi, et est influencé par Massimo d'Azeglio. Ses marines sont du style classique et conventionnel. Il peint aussi des paysages et des aquarelles. En 1865, il commence à enseigner à la Brera; ses œuvres se trouvent surtout à Milan, notamment à la Galleria d'Arte Moderna et au musée Poldi Pezzoli. Eugenio Gignous est l'un de ses élèves.
Il meurt en 1877 à Milan.